# (13254) Kekulé
(13254) Kekulé, désignation internationale (13254) Kekule, est un astéroïde de la ceinture principale.

## Description
(13254) Kekule est un astéroïde de la ceinture principale. Il fut découvert le 26 juillet 1998 à La Silla par Eric Walter Elst. Il présente une orbite caractérisée par un demi-grand axe de 2,30 UA, une excentricité de 0,13 et une inclinaison de 6,7° par rapport à l'écliptique.

## Compléments